# Jimmy Kébé
Jimmy Kébé, född 19 januari 1984 i Vitry-sur-Seine i Frankrike, är en malisk professionell fotbollsspelare som senast spelade för Crystal Palace.
Han spelade under större delen av sin karriär för Reading samt Crystal Palace då han lånades av Leeds inför avslutningen av säsongen 2013/2014 med en option att skriva ett permanent kontrakt efter säsongens slut.
Trots att han är född i Frankrike kvalificerar han för spel i Malis herrlandslag i fotboll och har spelat tre landskamper för Mali.